# ويليام إف. ماكي
ويليام إف. ماكي (بالإنجليزية: William F. McKee)‏ هو ضابط أمريكي، ولد في 17 أكتوبر 1906 في تشيلهويي في الولايات المتحدة، وتوفي في 28 فبراير 1987 في سان أنطونيو في الولايات المتحدة.